# Gladiatus
Gladiatus é um browser game gratuito que utiliza gladiadores como personagens. Neste jogo os vários jogadores registrados têm de lutar uns contra os outros, com a finalidade de se firmarem no server ou de ocuparem uma posição elevada no ranking.
Uma das formas de organização dos jogadores constitui-se na aliança; trata-se de um grupo de jogadores que forma um grupo sob o mesmo nome e que podem agir de forma conjunta. Além da falta de um enredo, a interação com outros jogadores não é necessária para o desenvolvimento do jogo, o que reforça o caráter de não se tratar de um Role-Playing Game.